# Weyhern (Egenhofen)
Weyhern ist ein Gemeindeteil von Egenhofen im oberbayerischen Landkreis Fürstenfeldbruck.

## Geografie
Der Weiler liegt einen Kilometer westlich von Egenhofen an der Kreisstraße FFB 1.

## Name
Der Name Weyhern kommt von den Weihern die im Ort sind. In einer Urkunde wird Weyhern als „[...] Festung über dem Kaltenbach bei den Weihern“ bezeichnet. Aus Waihern entwickelte sie Wiarn und später zu Weihern. Durch die Vorliebe des bayrischen Königs zu dem Buchstaben y, wurde aus i y.

## Sehenswürdigkeiten

### Baudenkmäler
Siehe auch: Liste der Baudenkmäler in Weyhern
- Schloss Weyhern

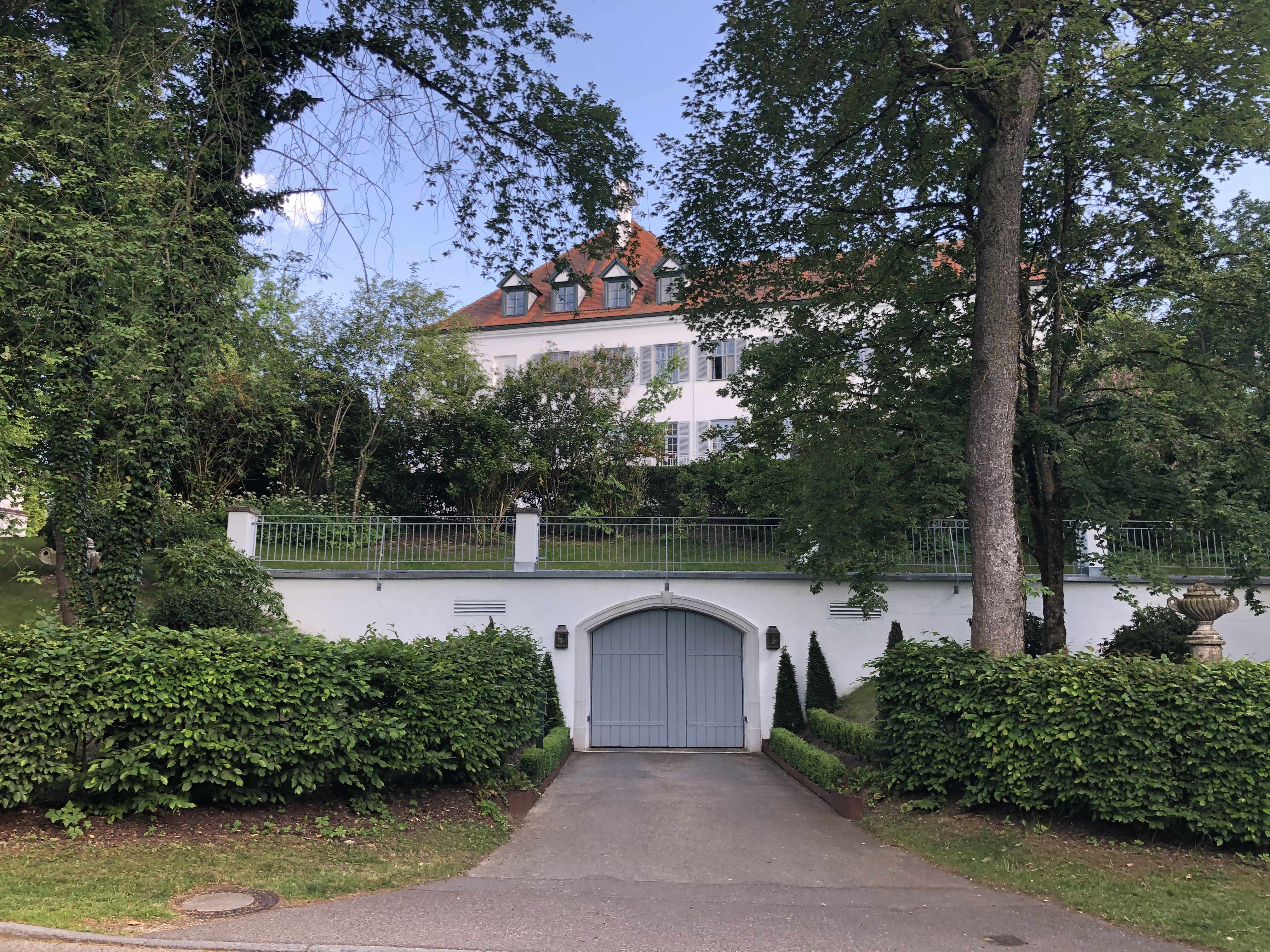
Das Schloss Weyhern von der Straße aus gesehen

Bis zum 2. August 2012 gab es dort eine Wirtschaft, die danach allerdings in Privatbesitz gefallen ist. Sie war ein wichtiger Treffpunkt für die umliegenden Orte. 30 Jahre lang war die Gaststätte ein Versammlungsort für den 1924 gegründeten Katholischen Burschenverein.
Die zum Schloss Weyhern gehörende Orangerie wurde im 18. Jahrhundert errichtet. 2009 stürzte die Wand an der Südseite ein. Das Gebäude ist in Privatbesitz.

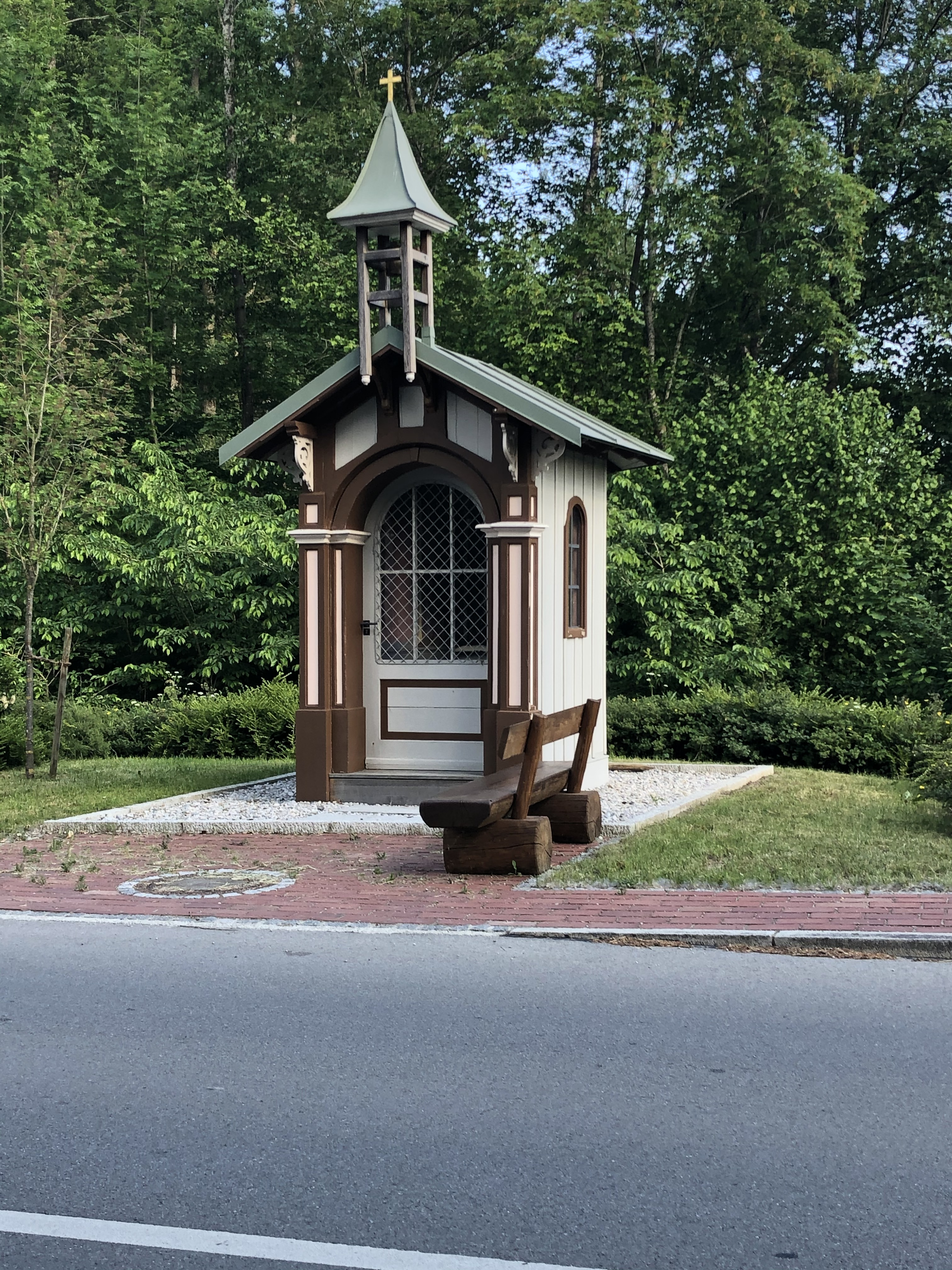
Die Nepomukkapelle

An der Landkreisgrenze Fürstenfeldbruck-Dachau steht die Nepomukkapelle.

### Bodendenkmäler
Siehe: Liste der Bodendenkmäler in Egenhofen